# Ángelos Charistéas
Ángelos Charistéas (en grec : Άγγελος Χαριστέας), né le 9 février 1980 à Serrès en Grèce, est un footballeur international grec qui évolue au poste d'avant-centre.
Le 4 juillet 2004, à Lisbonne, il inscrit à la 57e minute, sur un corner tiré par Ángelos Basinás, le but de la victoire qui permet à la Grèce de remporter la finale de l'Euro 2004 face au Portugal (1-0).

## Biographie

### Aris FC
Ángelos Charistéas fit ses débuts comme joueur professionnel à l'Aris FC, club basé à Thessalonique. Durant la saison 1997-1998, il marqua 2 buts en 9 matchs. Son club gagna la seconde division grecque. Il apparut 12 fois en Championnat de Grèce durant la saison 1998-1999 — six en tant que remplaçant — avant un prêt à l'Athinaïkós en janvier 1999. Lors de son retour à l'Aris FC pour la saison 1999-2000, il fit ses débuts en coupe UEFA, lors du match contre le Celta Vigo, conclu par une défaite. En constante progression, Charistéas réalisa de bonnes performances lors des saisons 2000-2001 et 2001-2002.

### Werder Brême
Charistéas signa au Werder Brême en 2002. Malgré son bon rapport buts/temps de jeu, il resta un joueur marginal au Werder et demeura le quatrième choix en matière d'attaquant. Son excellente performance lors de l'Euro 2004 ne changea pas sa situation dans le club où il gagna le Championnat d'Allemagne et la Coupe d'Allemagne en 2004. Au début de la saison 2004-2005, Charistéas marqua cinq buts en onze matchs.

### Ajax Amsterdam
En janvier 2005, Charistéas signa à l'Ajax Amsterdam un contrat jusqu'au 30 juin 2008, pour la somme de 4,5 millions d'euros. Le sélectionneur de la Grèce Otto Rehhagel avait publiquement ordonné à l'attaquant star de l'Euro 2004 de changer de club lors du mercato de janvier 2005, afin de jouer titulaire. Son transfert arrangea les deux clubs, le Werder Brême voulant récupérer de l'argent et l'Ajax Amsterdam désirant trouver un remplaçant à Zlatan Ibrahimović, vendu au début de saison à la Juventus. Charistéas fit ses débuts avec son nouveau club le 23 janvier 2005 contre le FC Utrecht et marqua son premier but quatre jours plus tard, contre le SC Heerenveen. Mais il ne réussit qu'à marquer trois buts de plus lors de la saison.
Il réalisa une bonne saison 2005-2006, où il marqua 8 buts en 17 matchs. Il se blessa gravement à la tête à la suite d'un choc avec le défenseur d'Arsenal FC Kolo Touré, lors d'un match de Ligue des champions perdu par l'Ajax 2-1.

### Feyenoord Rotterdam
Au début de la saison 2006-2007, Henk ten Cate, nouvel entraîneur de l'Ajax Amsterdam, déclara que Charistéas serait son cinquième choix pour l'attaque, après Klaas-Jan Huntelaar, Markus Rosenberg et Ryan Babel. Il se justifia en expliquant que Charistéas était un bon attaquant pour le système de jeu en 4-4-2, mais pas pour le système en 4-3-3 utilisé à l'Ajax. Après avoir affirmé qu'il était seulement intéressé par un transfert en Angleterre ou en Allemagne, Charistéas signa finalement au Feyenoord Rotterdam, grand rival de l'Ajax Amsterdam, le 31 août 2006, dernier jour du mercato d'été. Les supporters du Feyenoord l'ont mal accueilli n'ayant pas apprécié qu'un joueur de l'Ajax Amsterdam signe chez eux. Il jouera une saison éprouvante ayant beaucoup de mal à marquer. Le Feyenoord finira finalement 7e du championnat et Feyenoord déclara qu'il n'était plus désirable au sein du club.

### FC Nuremberg
N'étant plus désirable au Feyenoord Rotterdam, Charistéas décide de retourner en Allemagne en signant au FC Nuremberg le 6 juillet 2007 pour 2,5 millions d'euros. Il est prêté au Bayer Leverkusen en février 2009, jusqu'à la fin de la saison 2008-2009. De retour à Nuremberg durant la saison suivante, il marque 1 but en 19 apparitions.

### AC Arles-Avignon
Le 15 août 2010, l'international grec décide de signer un contrat d'une année avec le club français de l'AC Arles-Avignon, fraîchement promu en Ligue 1, tout comme son compatriote Angelos Basinas. Il décide de mettre fin à son contrat le 26 novembre 2010 après six apparitions sous le maillot du club provençal. Il était venu à Arles-Avignon pour se relancer mais n'aura jamais trouvé l'éclaircie, devant se contenter de bouts de rencontres et de titularisations parcimonieuses, sans jamais parvenir à faire trembler les filets.
Il imite ainsi Angelos Basinas parti le 22 octobre dans les mêmes conditions. Le 30 janvier 2011, il signe un contrat jusqu'au 30 juin 2011 avec Schalke 04.

### Schalke 04
Après son départ de l'AC Arles-Avignon, il signe un contrat avec Schalke 04, dans l'espoir de se relancer après l'expérience mitigée arlésienne. Le joueur portera le numéro 15.
Le 12 mars 2011, il donne la victoire à son équipe de Schalke 04 à la 84e contre l'Eintracht Francfort avec son premier ballon touché avec le club du Schalke 04 sur une passe décisive de Manuel Neuer.

### En sélection nationale
Charistéas débuta avec l'équipe nationale grecque en 2001.
Il fit partie de la sélection grecque qui triompha lors de l'Euro 2004. Il marqua alors 3 buts : dans la phase de groupes contre l'Espagne, contre la France en quarts de finale, et lors de la finale contre le Portugal à Lisbonne (son but fit gagner la Grèce 1-0). Il eut ainsi une place dans l'équipe type de l'Euro 2004.
En janvier 2007, il déclara au magazine néerlandais Voetbal International que gagner l'Euro 2004 fut une incroyable expérience : "Même dans cinquante ans, tout le monde se souviendra que j'ai marqué le but qui a fait la Grèce championne d'Europe. Nous avons écrit l'histoire et ma vie a totalement changé à ce moment."
L'année suivante, il est convoqué pour disputer l'Euro 2008 où il inscrit notamment un but face à l'Espagne lors du dernier match de poules. 

## Palmarès

### En club
- Champion d'Allemagne en 2004 avec le Werder Brême
- Vainqueur de la Coupe d'Allemagne en 2004 avec le Werder Brême
- Vainqueur de la Coupe des Pays-Bas en 2006 avec l'Ajax Amsterdam
- Champion de Grèce de Division 2 en 1998 avec l'Aris Salonique
- Vainqueur de la Supercoupe des Pays-Bas en 2006 avec l'Ajax Amsterdam

### En Équipe de Grèce
- 88 sélections et 25 buts entre 2001 et 2011
- Champion d'Europe des Nations en 2004
- Participation au Championnat d'Europe des Nations en 2004 (Vainqueur) et en 2008 (Premier Tour)
- Participation à la Coupe du Monde en 2010 (Premier Tour)